# Shin'ichirō Kurimoto
Pour les articles homonymes, voir Kurimoto.
Shin'ichirō Kurimoto (栗本 慎一郎, Kurimoto Shin'ichirō), né à Tokyo le 23 novembre 1941, est un écrivain et politicien japonais. Il est également anthropologue économique et le philosophe qui a introduit au Japon les idées de Karl Polanyi et de son jeune frère Michael Polanyi. Il a été professeur à l'Université Meiji et à la Northwestern University.
Durant les années 1980, son travail est catalogué « nouvel académisme » au Japon, catégorie qui comprend les travaux d'Akira Asada, Kōjin Karatani et Shigehiko Hasumi.
Il a participé en tant que juré à l'émission télévisée Iron Chef.

## Publications

### Ouvrages académiques
- Economic anthoropology 経済人類学
- Economy as illusions　幻想としての経済
- Apes in pants　パンツをはいたサル  (ISBN 4768468993) et  (ISBN 978-4768468999)
- The iron maiden　鉄の処女
- meaning and living　意味と生命
- Budapest story ブダペスト物語

### Littérature
- Against girls 反少女 (Nouvelles)
- Against literary theories 反文学論 (critique littéraire)
- The blood of Tokyo cries doooooooon 東京の血はどおーんと騒ぐ　(essai)

## Affiliations politiques
- Parti libéral-démocrate (Japon)[1]
- Internet Breakthrough Party of Japan

## Source de la traduction
- (en) Cet article est partiellement ou en totalité issu de l’article de Wikipédia en anglais intitulé « Shinichiro Kurimoto » (voir la liste des auteurs).